# Rio Gropiţa (Pârâul Morii)
O Rio Gropiţa (Pârâul Morii) é um rio da Romênia, afluente do Pârâul Morii, localizado no distrito de Caraş-Severin.